# Listă de filme britanice din 1994
Aceasta este o listă de filme britanice din 1994:

## Lista
| 1994                                                       |                        |                                                   |                    |                                                            |
| Backbeat                                                   | Iain Softley           | Sheryl Lee, Stephen Dorff, Ian Hart               | Biopic             |                                                            |
| Beyond Bedlam                                              | Vadim Jean             | Craig Fairbrass, Elizabeth Hurley                 | Horror             |                                                            |
| Black Beauty                                               | Caroline Thompson      | Alan Cumming, Andrew Knott, Sean Bean             | Familie            |                                                            |
| The Browning Version                                       | Mike Figgis            | Albert Finney, Greta Scacchi                      | Drama              | Prezentat la Cannes                                        |
| A Business Affair                                          | Charlotte Brandstrom   | Christopher Walken, Carole Bouquet                | Comedie            | Co-productie cu Franța, Spania și Germania                 |
| Captives                                                   | Angela Pope            | Julia Ormond, Tim Roth                            | Crime/Romance      |                                                            |
| The Crane                                                  | Phil O'Shea            | Jude Law, Lee Ross                                | Drama              | Scurt                                                      |
| Deadly Advice                                              | Mandie Fletcher        | Jane Horrocks, Brenda Fricker, Imelda Staunton    | Comedie drama      |                                                            |
| Death and the Maiden                                       | Roman Polanski         | Sigourney Weaver, Ben Kingsley                    | Drama              |                                                            |
| Death Machine                                              | Stephen Norrington"    | Ely Pouget                                        | Science Fiction    |                                                            |
| The Englishman Who Went Up a Hill But Came Down a Mountain | Christopher Monger     | Hugh Grant, Tara Fitzgerald, Colm Meaney          | Comedy/Drama       |                                                            |
| Four Weddings and a Funeral                                | Mike Newell            | Hugh Grant, Andie MacDowell, James Fleet          | Romance/Comedy     | A câștigat Premiul BAFTA pentru cel mai bun Film           |
| Immortal Beloved                                           | Bernard Rose           | Gary Oldman, Isabella Rossellini                  | Biopic             | Viața lui Beethoven                                        |
| Ladybird, Ladybird                                         | Ken Loach              | Crissy Rock, Vladimir Vega                        | Drama              | Crissy Rock won the Silver Bear for Best Actress at Berlin |
| Little Buddha                                              | Bernardo Bertolucci    | Keanu Reeves, Bridget Fonda                       | Drama              | Co-production with Italy and France                        |
| The Madness of King George                                 | Nicholas Hytner        | Nigel Hawthorne, Helen Mirren, Ian Holm           | Historical         |                                                            |
| A Man of No Importance                                     | Suri Krishnamma        | Albert Finney, Brenda Fricker, Michael Gambon     | Drama              |                                                            |
| Nostradamus                                                | Roger Christian        | Tchéky Karyo, F. Murray Abraham                   | Biopic             | Co-production                                              |
| A Pin for the Butterfly                                    | Hannah Kodichek        | Ian Bannen, Florence Hoath                        | Drama              | Co-production with the Czech Republic                      |
| Priest                                                     | Antonia Bird           | Linus Roache, Tom Wilkinson, Robert Carlyle       | Drama              |                                                            |
| Prince of Jutland                                          | Gabriel Axel           | Gabriel Byrne, Helen Mirren                       | Drama              | Co-production. Based on Shakespeare's Hamlet               |
| Princess Caraboo                                           | Michael Austin         | Phoebe Cates, Jim Broadbent, Wendy Hughes         | Comedy             |                                                            |
| Second Best                                                | Chris Menges           | William Hurt, Jane Horrocks                       | Drama              |                                                            |
| Shallow Grave                                              | Danny Boyle            | Kerry Fox, Christopher Eccleston, Ewan McGregor   | Thriller           |                                                            |
| Shopping                                                   | Paul W. S. Anderson    | Sadie Frost, Jude Law                             | Science fiction    |                                                            |
| Staggered                                                  | Martin Clunes          | Martin Clunes, Michael Praed                      | Comedy             |                                                            |
| To Die For                                                 | Peter Mackenzie Litten | Thomas Arklie, Ian Williams, Tony Slattery        | Comedy/Drama       |                                                            |
| Tom & Viv                                                  | Brian Gilbert          | Willem Dafoe, Miranda Richardson, Rosemary Harris | Biographical drama |                                                            |
| White Angel                                                | Chris Jones            | Harriet Robinson, Peter Firth                     | Thriller           |                                                            |
| Widows' Peak                                               | John Irvin             | Mia Farrow, Natasha Richardson, Adrian Dunbar     | Romance            |                                                            |

## Legături externe
- Filme din 1994 la Internet Movie Database